# Sławomir Szmal
Sławomir Szmal (født 2. oktober 1978 i Strzelce Opolskie, Polen) er en polsk håndboldspiller, der spiller som målmand for den tyske Bundesligaklub Rhein-Neckar-Löwen. Han kom til klubben i 2005, efter at have spillet to sæsonerr hos ligarivalerne TuS Nettelstedt-Lübbecke.

## Landshold
Szmal er en fast del af det polske landshold, og var blandt andet med på holdet, da det overraskende vandt sølvmedaljer ved VM i 2007. 